# Mont (Pyrénées-Atlantiques)
Mont is een gemeente in het Franse departement Pyrénées-Atlantiques (regio Nouvelle-Aquitaine) en telt 845 inwoners (1999). De plaats maakt deel uit van het arrondissement Pau.

## Geografie
De oppervlakte van Mont bedraagt 18,2 km², de bevolkingsdichtheid is 46,4 inwoners per km².
De onderstaande kaart toont de ligging van Mont (Pyrénées-Atlantiques) met de belangrijkste infrastructuur en aangrenzende gemeenten.

## Demografie
Onderstaande figuur toont het verloop van het inwonertal (bron: INSEE-tellingen).